# 石中劍 (小說)
《石中劍》為英國作家 T.H.懷特的於1938年發表的小說。最初，《石中剑》是作为一部独立的作品，但现在是《永恆之王》四部曲的第一部分。这是亚瑟王童年的幻想小說，是一部結合傳奇，歷史，幻想和喜劇元素的独特作品。迪士尼將其改編為動畫，英国广播公司将其改编成广播。

## 情节摘要
故事開始，亚瑟年輕時並不住在马洛里，而是由他的老師梅林为他的权力和王室生活做准备。
梅林有时会神奇地把沃特变成各种各样的动物。他也有更多的人类冒险。有一次遇到了不法分子罗宾汉。该设置是松散的基础上中世纪的英国，并在一些地方，它纳入了怀特对中世纪文化的大量知识。然而，它没有试图在一致的历史准确性，并纳入了一些明显的不合时宜。 

## 修订
其中出现的版本在1958年作了实质性修订, 部分内容是纳入怀特原本打算在第五卷中涵盖的活动和主题。为此，修订后的版本包括几个新的情节，包括一个和平主义的通道，亚瑟被改造成一只野鹅，飞得那么高，无法感知国界。
它漏掉了原著中出现的一些剧集 (尤其是迪斯尼电影中出现的梅林与米姆夫人的战斗)。一些评论家认为修订后的版本不如原来的版本。出版商在独立于四联出版时，往往会继续使用原版；原来, 美国, 和 "曾经和未来的国王" 版本仍在印刷。
怀特最后一次修改的原因是可以猜测的。 《石中劍》虽然包含了一些严肃的主题，但在某种程度上是对《Merry England》的一种相当异想天开的幻想。它与经典亚瑟王的联系实际上是相当有限的，虽然它从亚瑟王传说中得到的东西是准确的。把这看作是更严肃地对待亚瑟王传说的第一部分，这是很尴尬的。这也是可能的，怀特觉得在第二次世界大战后的黑暗的心情。也有人说，由于战时的审查制度，出版商不想印刷一些怀特更尖锐的反战情绪。

## 电影版
华特·迪斯尼制作了一部改编自《石中劍》的动画电影，1963年12月25日由布埃纳维斯塔发行公司首次发行。和大多数迪斯尼电影一样，它是以原著故事的一般情节为基础的，但故事的大部分实质内容都发生了很大的变化。

## 廣播版本
英国广播公司在1939年播出了由六个部分组成的广播剧，并附带播放了本杰明·布里顿的音乐。它在1952年被恢复，之后重新发现了Britten的分数，因为它被认为是丢失的。 
1982年，英国广播公司的另一部电台改编片将迈克尔·霍德恩饰演梅林。在英国广播公司1981年的《魔戒》电台改编，霍登已经作为另一位伟大的文学巫师托尔金的甘道夫主演了。

## 獎項
2014年，《石中剑》被授予1939年最佳小说的《雨果奖》。